# Chacina de Sinop
A chacina de Sinop foi um crime ocorrido em 21 de fevereiro de 2023, no Bruno Snooker Bar, no bairro Lisboa, em Sinop, Mato Grosso, no Brasil, e que levou à morte sete pessoas, incluindo uma menina de 12 anos de idade.
O crime aconteceu pouco mais de um mês após outra chacina na Região Centro-Oeste do Brasil, quando 10 pessoas de uma família do Distrito Federal foram mortas.  
O caso repercutiu em grandes veículos de imprensa do país, como no portal g1 da Globo, no R7 da Record, na CNN Brasil, entre outros. O delegado regional de Sinop, Carlos Eduardo Muniz, disse que o crime foi uma "tragédia sem precedentes".

## Crime
No dia 21 de fevereiro de 2023, durante um dia de Carnaval, após perderem cerca de 20 mil reais em apostas de jogo de sinuca para Getúlio Rodrigues Frazão, Ezequias Souza Ribeiro e Edgar Ricardo de Oliveira saíram do local, voltando pouco tempo depois em uma caminhonete branca e portando uma espingarda calibre 12 e uma pistola calibre 380. Eles então mandaram as pessoas presentes no local se encostarem numa parede e atiraram nas vítimas.
Antes de sair do bar, a dupla ainda pegou o dinheiro das apostas e a bolsa de Raquel Gomes de Almeida, esposa de Getúlio e mãe da menina Larissa de Almeida, que escapou dos tiros dos criminosos ao se esconder atrás de uma mesa. 

### Vítimas

Vítimas da Chacina de Sinop

- Maciel Bruno de Andrade Costa, dono do bar
- Josué Ramos Tenório, de 48 anos; era empresário em Rondonópolis e apenas havia entrado no bar para assistir ao jogo, já que gostava muito de sinuca, segundo depoimento dos familiares
- Adriano Balbinote
- Orisberto Pereira Souza, de 36 anos
- Getúlio Rodrigues Frazão, que havia vencido os 20 mil apostados nos jogos
- Larissa de Almeida Frazão, 12 anos, filha de Getúlio
- Eliseu Santos da Silva,  47 anos, chegou a ser levado com vida para o hospital, mas morreu durante atendimento[3]

## Investigações
A polícia foi chamada após o tiroteio e identificou os criminosos através da imagens nas câmeras de vídeo do bar.
Uma força-tarefa foi montada e na noite de 22 de fevereiro os policiais encontraram a caminhonete, armas e munições utilizadas no crime. “Ao ser realizada a busca veicular, a equipe encontrou uma espingarda calibre 12 dentro do compartimento do motor, sob o capô. Foi encontrada, ainda, uma bolsa preta, pequena, contendo 14 munições calibre .40 e 14 munições calibre 12”, divulgou a Polícia Militar do Estado do Mato Grosso numa nota.
Durante as investigações, os policiais descobriram que ambos já tinham processos criminais, Ezequias por porte de arma ilegal, roubo, formação de quadrilha, lesão corporal e ameaça, além de possuir um mandado de prisão em aberto, e Edgar, que era CAC (Colecionador, Atirador Desportivo e Caçador), por violência doméstica.

## Prisão e julgamento

Edgar Ricardo de Oliveira e Ezequias Souza Ribeiro, os responsáveis pela Chacina de Sinop.

No dia 22, após ser perseguido pela polícia, Ezequias foi morto em confronto com a Polícia Militar em uma área de mata próxima ao Aeroporto Municipal Presidente João Figueiredo, a 15 km de Sinop. Ele ainda chegou a ser encaminhado para um hospital, mas não resistiu. Na manhã seguinte, Edgar se entregou após negociação intermediada por seu advogado, Marcos Vinicius Borges. O suspeito pediu garantias de que sua integridade física fosse preservada. Ele estava em uma casa no bairro Jardim Califórnia, em Sinop, e foi preso pelos policiais da Delegacia de Homicídios e Proteção à Pessoa (DHPP) da cidade.
Edgar aguarda o fim do inquérito preso preventivamente.

## Reações
Diversas autoridades e políticos repudiaram o ocorrido. Flávio Dino, ministro da Justiça e da Segurança Pública, correlacionou a tragédia a uma "irresponsável política armamentista que levou à proliferação de 'clubes de tiro', supostamente destinados a 'pessoas de bem'". Tal fala foi devido a Edgar, militante bolsonarista, ter cadastro no Exército Brasileiro como Colecionador, Atirador Esportivo e Caçador (CAC) e frequentar um clube de tiros local, além de postar vídeos em rede social praticando disparos. A presidente do PT, Gleisi Hoffmann, declarou que é de conhecimento "quem é o guru do ódio que estimulou a intolerância e o armamento da população", numa referência ao ex-presidente Jair Bolsonaro, que, em seus discursos, frequentemente incitava o uso de arma por civis. O político João Amoêdo, do Partido Novo, endossou e afirmou que este é "exemplo da irresponsabilidade na definição de políticas públicas e do incentivo à cultura de ódio pelo ex-presidente".
Sergio Moro, aliado de Bolsonaro, defendeu a prisão perpétua dos assassinos: "devem ser caçados, presos, condenados e abandonados na prisão pelo restante de suas vidas". Porém, a publicação gerou má repercussão pelo fato de tal pena não existir no código penal brasileiro e de Moro, enquanto ministro da Justiça de Jair Bolsonaro (PL), ter assinado, em 2019, um decreto que flexibilizou o acesso da população a armas. Marcelo Semer, desembargador do Tribunal de Justiça de São Paulo e autor de obras sobre direito penal, escreveu: "O populista penal é assim. Armas para todos (porque o cidadão de bem tem que poder enfrentar o bandido) e, depois do estrago que elas causam, pede ‘prisão perpétua’ para parecer bem rigoroso". A Federação de Tiro de Mato Grosso (FTMT) confirmou que Edgar tem registro de CAC e que frequentava um clube de tiro da cidade, mas, por causa de diversas faltas, ele fora desfiliado, ficando, portanto, em estado irregular, já que um dos requisitos legais para poder ser e continuar sendo CAC é ser filiado a um clube ou entidade de tiro ou caça e manter habitualidade.